# أنتوني توك
أنتوني توك (بالإنجليزية: Anthony Tuck)‏ هو مؤرخ بريطاني، ولد في 1940.